# 唐業謙
唐業謙，字受堂，湖南善化人，清朝政治人物、同進士出身。
嘉慶十三年（1808年）戊辰科進士，改庶吉士，嘉慶十四年，授禮部主事。升禮部郎中，出爲河南南陽府知府、安徽太平府知府。著有《美延书屋诗文集》、《宛南政考》。